# Rừng ôn đới

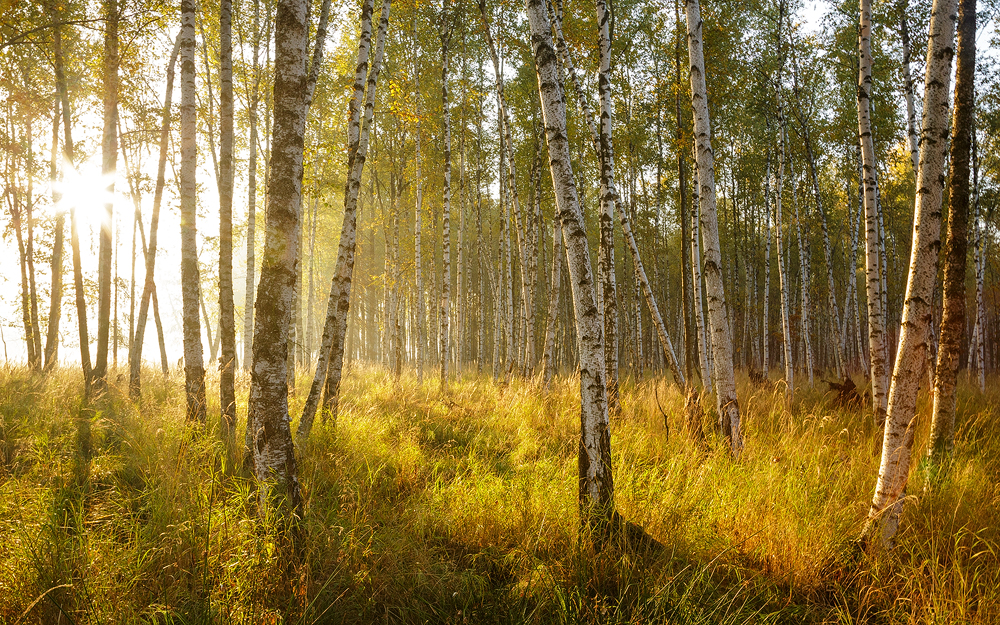
Rừng bạch dương ở Nga

Rừng ôn đới tương ứng với loại rừng được hình thành tại bán cầu bắc và nam, hoặc trong khu vực ôn đới. Nó giống như một khu rừng nhiệt đới ngoại trừ khí hậu và một số thích nghi động vật. Đặc điểm chính bao gồm: lá bản rộng, cây cao và lớn, vòm lá lớn và không có cây cối theo mùa. Rừng ôn đới có thể phân biệt thêm bằng mô hình thời tiết và các đặc điểm địa lý đã làm thuận lợi hơn cho sự thống trị của một số loại cây. 

## Đặc điểm
Ở rừng cây lá kim ôn đới, cây lá kim thường xanh chiếm ưu thế, trong khi tại rừng lá rộng và rừng hỗn hợp ôn đới, cây thường xanh và cây rụng lá xuất hiện nhiều hơn. Rừng cây rụng lá ôn đới, một phân nhóm của rừng cây lá rộng ôn đới, chứa các cây rụng lá hàng năm. Cuối cùng, rừng ôn đới thường có mưa nặng hạt và độ ẩm cao. Nhưng ở một số rừng ôn đới xuất hiện những cây lá kim và không rụng lá vào mùa đông, vậy nên thời tiết hơi khác một chút và không lạnh bằng. Chúng cũng được gọi là rừng vùng đồi núi.
Ở vùng ôn đới, mùa đông thường ôn hòa vá có lượng mưa vừa phải. Rừng có cây, cây bụi và bụi rậm. Có ít cây còi cọc hơn. Hầu hết cây đều rụng lá, rụng vào mùa thu. Ở một số khu vực, cây rụng lá bị thay thế bởi cây lá kim. Những loại cây chính có thể tìm thấy trong rừng này là cây gỗ đỏ, cây sồi, tần bì, phong, cử, bạch dương, du và thông. Ở nhiều khu vực, rừng đã bị đốn hạ để lấy chỗ cho trồng trọt. Những cây thường xanh gỗ cứng có thể tìm thấy ở vùng Địa Trung Hải là cây ô-liu, cây bần, cây sồi và cây thông đá. Rừng mưa ôn đới trung bình thường có lượng mưa cao ở mức 350 cm hàng năm, thấp ở mức 200 cm hàng năm.